# URI
En URI (från engelskan: Uniform Resource Identifier) är en databehandlingssterm. En URI är en kompakt sekvens av tecken som identifierar en abstrakt eller fysisk resurs.  En URI består av en kompakt sträng av tecken som används för att identifiera eller namnge en resurs. Den huvudsakliga orsaken till denna identifiering är att ge möjlighet att med särskilda kommunikationsprotokoll referera till resursen över ett nätverk, typiskt World Wide Web.
En URI kan klassificeras som lokaliserare, ett namn eller båda. En URL ("Uniform Resource Locator") är en URI, som förutom att identifiera en resurs även ger information hur man når resursen och var den finns.
Till exempel URL:en http://example.com/ är en URI som identifierar en resurs och som visar att en representation av den resursen (ingångssidans HTML-kod) kan hämtas med HTTP från en värddator med namnet example.com. URI är ett mer generellt begrepp än URL.
En URI består av följande delar:
```
     foo://example.com:8042/over/there?name=ferret#nose
     \_/   \______________/\_________/ \_________/ \__/
      |           |            |            |        |
   schema 
 
 
 
 authority 
 
 
 
 sökväg 
 
 
 
 
 
 fråga 
 
 
 
 fragment
      |   _____________________|__
     / \ /                        \
     
urn:example:animal:ferret:nose
```